# إمامزادة عبد العزيز
إمامزادة عبد العزيز هي قرية في مقاطعة أصفهان، إيران. عدد سكان هذه القرية هو 2,297 في سنة 2006.